# Max Fleischer (architecte)
Pour les articles homonymes, voir Max Fleischer et Fleischer.
Max Fleischer, né en 1841 à Prossnitz en margraviat de Moravie, à l'époque partie de l'empire austro-hongrois, et décédé en 1905 à Vienne, est un architecte autrichien d'origine juive, qui s'est spécialisé dans la construction de synagogues.

## Biographie
Max Fleischer est né le 29 mars 1841 à Prossnitz en margraviat de Moravie, à l'époque partie de l'empire austro-hongrois, maintenant Prostějov en République tchèque. Il est le fils hors mariage de Betti Fleischer, et est élevé par sa belle-mère Leni Roman. 
Il épouse en 1874 Regine Therese Beck (vers 1834-1904) et se remarie en 1905, après la mort de cette dernière avec Ernestine Wellim (1856-1921).
Max Fleischer décède le 8 décembre 1905 à l'âge de 64 ans à Vienne et est enterré au cimetière central de Vienne.

## Son parcours professionnel
Max Fleischer étudie de 1859 à 1863 à l'Université technique de Vienne, puis de 1863 à 1866 à l'Académie des Beaux-Arts. Il y est l'élève d'August Sicard von Sicardsburg  et d'Eduard van der Nüll. Après avoir terminé sa formation, Fleischer est embauché en 1868 par le cabinet de l'architecte Friedrich von Schmidt, chargé de la construction de l'hôtel de ville de Vienne, à laquelle il participera en collaboration avec entre autres Viktor Luntz et Franz Neumann. 
En 1887, Fleischer devient indépendant, et se rend célèbre en réalisant les plans de trois synagogues de Vienne, et des lieux de prière juifs à Budweis en Bohème (actuellement České Budějovice en République tchèque) et Pilgram (actuellement Pelhřimov en République tchèque) en style néo-gothique. Pour Fleischer, le style gothique permet d'affirmer la position du judaïsme dans la société civile allemande. Cependant il ne se limite pas à ce style, et va construire des synagogues à Lundenburg (actuellement Břeclav en République tchèque), Krems an der Donau et Nicolsbourg (actuellement Mikulov en république tchèque) en d'autres styles. Il conçoit aussi les monuments funéraires du médecin et politicien juif Adolf Fischhof et du Hazzan Salomon Sulzer.
Max Fleischer est un membre actif de la communauté juive de Vienne. Les synagogues qu'il a construites à Vienne ont toutes été détruites par les nazis lors de la nuit de Cristal du novembre9 au 10 novembre 1938. Heureusement ont été conservés jusqu'à nos jours, les monuments funéraires qui se trouvent dans la section juive au cimetière central de Vienne.
Fischer réalise aussi les plans de villas, d'immeubles de logement et de grands magasins. 
En plus de son travail d'architecte, Fleischer donne des conférences et publie des articles dans diverses revues, dont la thématique est axée sur la construction des synagogues.  
Max Fleischer va former l'architecte Johann Miedel (1860-1945) qui s'inspirera plus tard de l'œuvre de Fleischer pour ses constructions de synagogues. Miedel terminera également la synagogue du cimetière juif de Brno commencée par Fleischer et reprendra après la mort de Fleischer son atelier de Vienne.

## Affiliation et distinctions
- 1865: Compagnon bâtisseur de Vienne (membre actif)
- 1870: membre de l'Association des architectes et ingénieurs autrichiens
- 1871: membre de l'Association des artistes plasticiens de Vienne
- 1880: médaille d'argent de l'exposition commerciale de Basse-Autriche (section: Arts appliqués) :
- 1880: membre du Conseil de la communauté juive
- Il est citoyen d'honneur de la ville de Vienne et de la ville de Prossnitz
- Il reçoit la croix du Mérite en or avec palmes

Le 20 novembre 2008, une plaque commémorative au 64 Neustiftgasse dans le 7e arrondissement de Vienne est dévoilée à la mémoire de Max Fleischer.

## Ses constructions

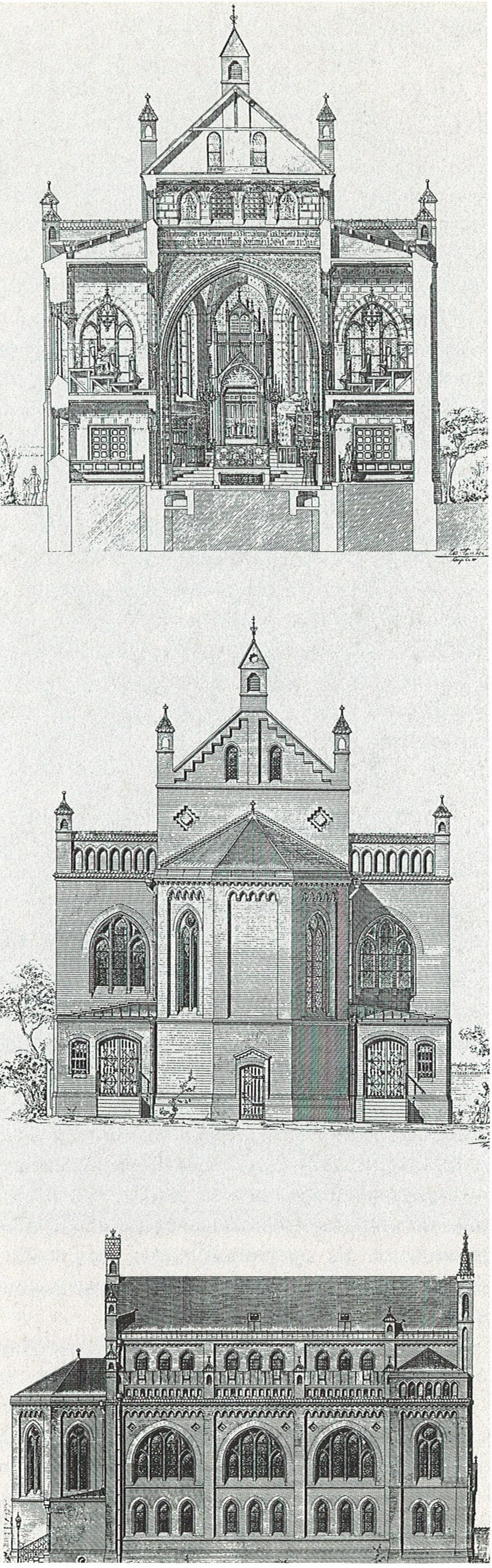
Plans de Max Fleischer pour la synagogue de la Schmalzhofgasse à Vienne

### Synagogues et bâtiments pour la communauté juive
- 1883-1884: Synagogue; 3 Schmalzhofgasse; Vienne 6 (détruite pendant la nuit de Cristal)
- 1889-1891: Orphelinat de jeunes filles de la communauté juive; 21 Ruthgasse; Vienne 19 (transformé en usine en 1941)
- 1888: Synagogue à Budweis (actuellement České Budějovice en République tchèque)
- 1888: Synagogue à Lundenburg (actuellement Břeclav en République tchèque); transformée en 1992 en musée municipal et galerie d'art
- 1888-1889: Synagogue; 21 Müllnergasse; Vienne 9 (détruite pendant la nuit de Cristal)
- 1890: Synagogue à Brünn (actuellement Brno en République tchèque); création du cimetière juif et de son hall mortuaire
- 1890: Synagogue à Pilgram (actuellement Pelhřimov en République tchèque)
- 1894: Synagogue à Krems an der Donau[1]
- 1903: Synagogue; 12 Neudeggergasse; Vienne 8 (détruite pendant la nuit de Cristal)
- 1903: Synagogue de l'Hôpital général; 4 Alserstraße / 2-4 Spitalgasse / 13 Garnisongasse (actuellement Ancien hôpital général; endommagé lors de la nuit de Cristal en 1938; converti en station de transformateur en 1953; rénové en 2006 pour devenir le mémorial Marpe Lanefesch (Guérison de l'âme), conçu par Minna Antova. Le bâtiment sert actuellement de centre pour l'organisation de fêtes commémoratives et de séminaires)
- 1903-1905: Conception du nouveau cimetière juif de Gleiwitz en Silésie prussienne, et de son hall mortuaire
- Nombreuses autres synagogues dans l'Empire des Habsbourg

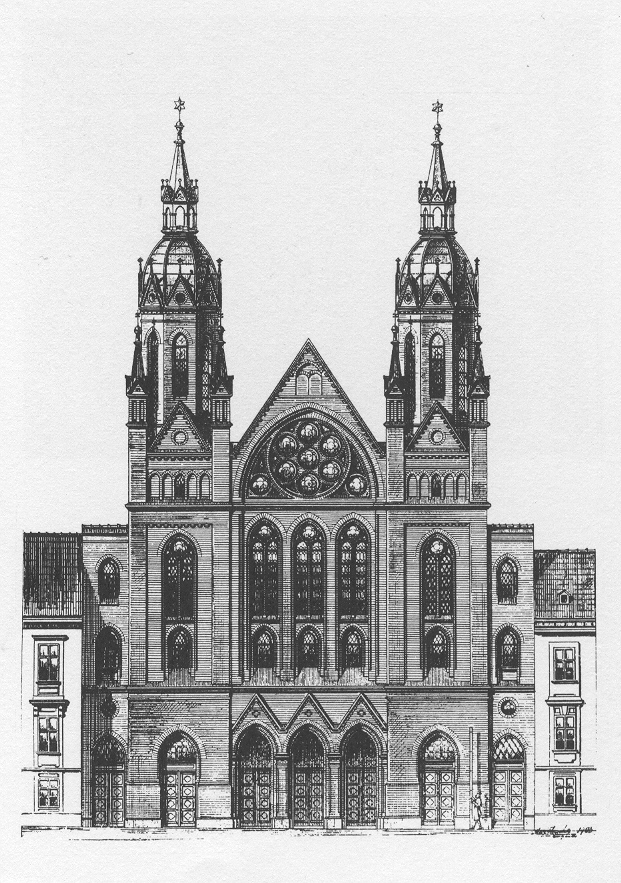
Plan de Max Fleischer pour la Synagogue de la Neudeggergasse (Vienne)
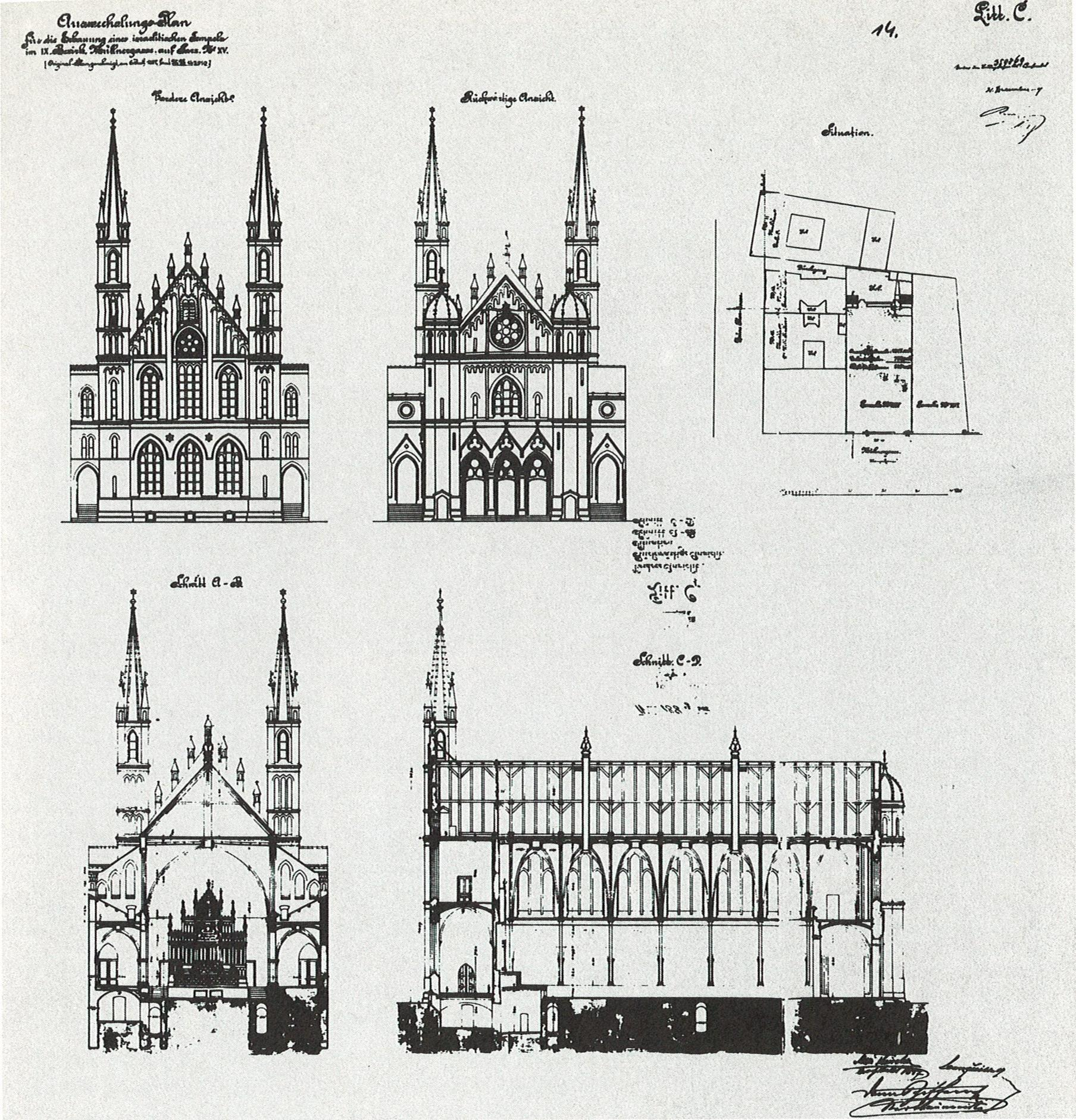
Plan de Max Fleischer pour la Synagogue de la Müllnergasse (Vienne)
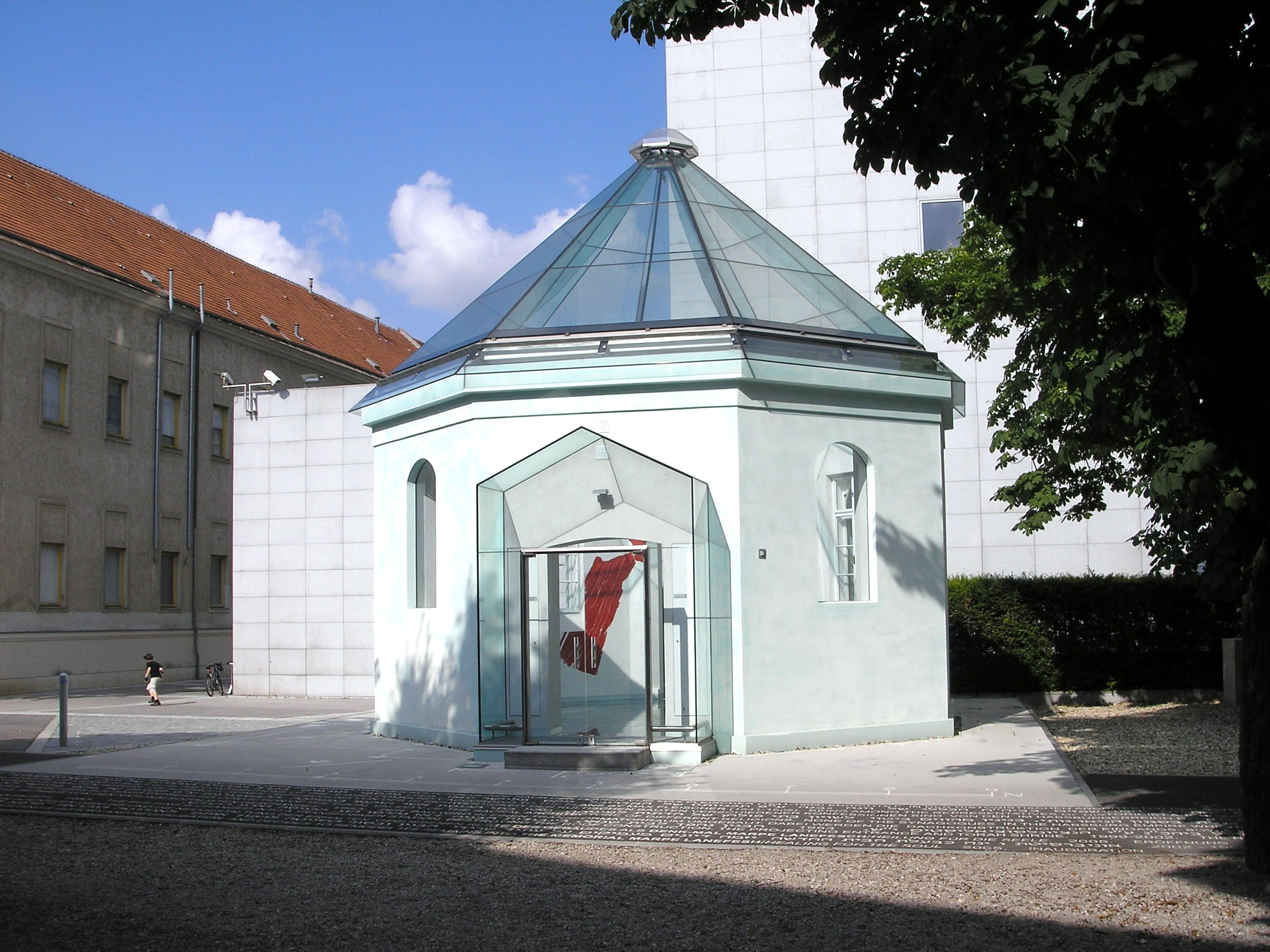
Synagogue de l'Hôpital général, devenue un mémorial
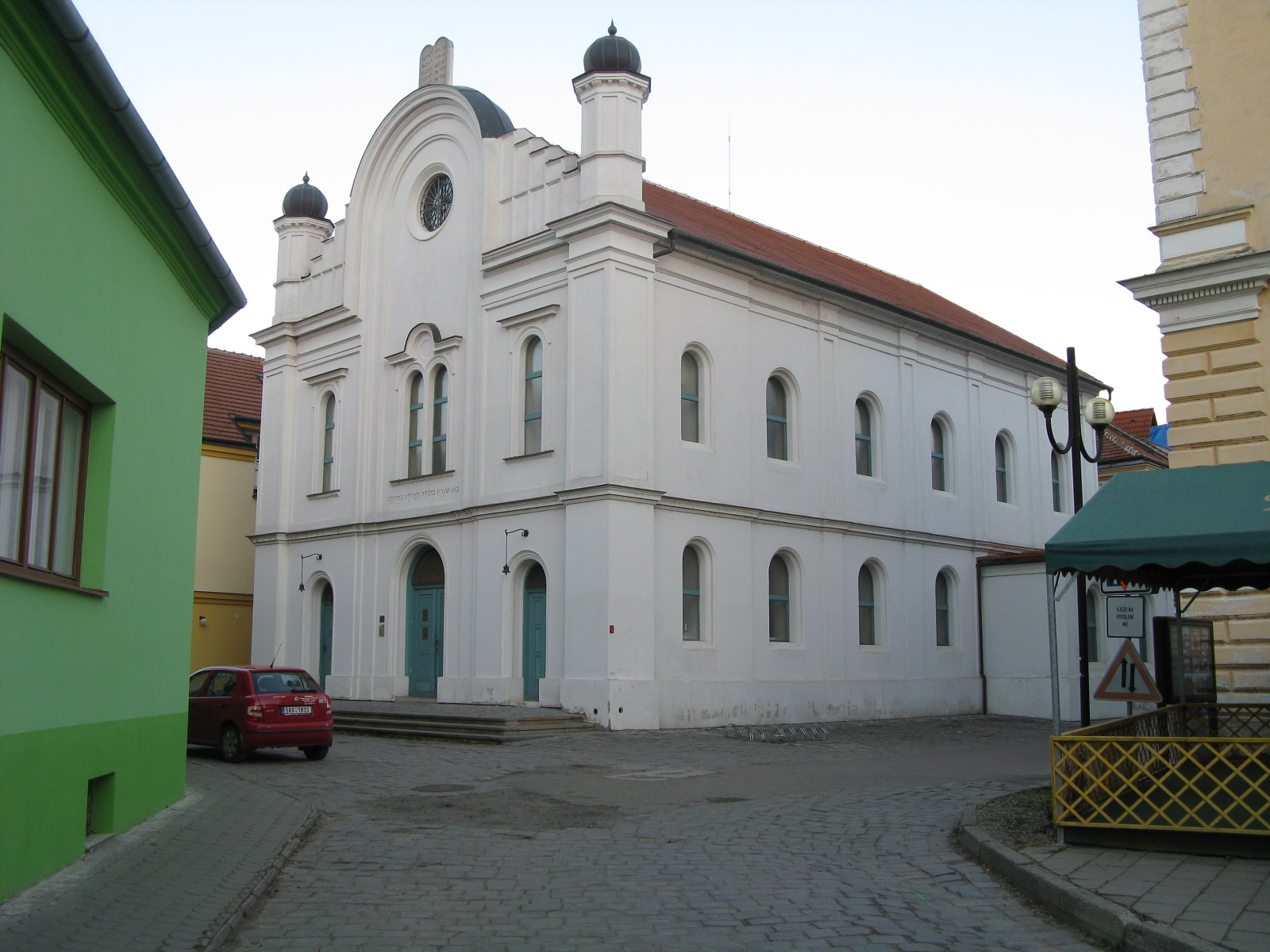
Synagogue de Lundenburg (Břeclav), devenue Musée municipal

### Monuments funéraires juifs
Fleischer a réalisé de nombreux monuments funéraires situés dans l'ancien quartier juif du cimetière central de Vienne (Vienne 1). Entre autres:  
- 1888: Tombeau de la famille Mayr-Mandl
- 1893: Tombeau d'Adolf Jellinek (en)
- 1895: Tombeau d'Adolph Fischhof
- 1895: Tombeau de la famille Guttmann
- 1900: Tombeau de la famille Kallir-Nirnstein
- 1904: Max Fleischer conçoit son propre mausolée dans l'ancien quartier juif du cimetière central de Vienne.
- 1902: Tombeau de Wilhelm Kuffner dans l'ancien quartier juif du cimetière de Dobling; Vienne 11

### Habitations et bâtiments industriels (liste partielle)
- 1875: Immeuble de rapport; 29 Friedmanngasse; Vienne 16
- 1876: Immeuble de rapport; 8 Johann Strauß-Gasse; Vienne 4
- 1883: Immeuble de rapport; 50 Burggasse; Vienne 7
- 1890: Château de Tobitschau en Moravie; (maintenant Tovačov en République tchèque); restructuration et rénovation
- 1892: Immeuble de rapport; 39 Mariahilfer Straße; Vienne 6
- 1893:Villa Frank; Hainbach; Basse-Autriche
- 1894: Immeuble de rapport; 12 Sechsschimmelgasse / 1 Sobieskigasse; Vienne 9
- 1895-1896: Entrepôt Der Eisenhof; 70 Margaretenstraße; Vienne 5 (beaucoup transformé depuis)
- 1896: Immeuble d'habitation et commercial W. Beck Söhne; 1 Lange Gasse / Lerchenfelderstraße; Vienne 8
- 1897: Villa Tausky; 8 Gloriettegasse; Vienne 13
- avant 1896: Villa Tausky; 49 Cottagegasse; Vienne 19
- avant 1897: Immeuble d'habitation; 69 Carl Ludwig Straße (maintenant Richard Kralik-Platz); Vienne 19
- avant 1899: Immeuble de rapport; 92 Schottenfeldgasse; Vienne 7
- vers 1901: Immeuble de rapport; 58 Thaliastraße / Lindauergasse; Vienne 16
- 1902: Immeuble de rapport; 2 Oswaldgasse / Breitenfurterstraße; Vienne 12
- avant 1905: Immeuble de rapport; 83 Burggasse / Zieglergasse; Vienne 7
- 1905-1906: Immeuble d'habitation; 4 Stubenring; Vienne 1